# Teorema de Euler sobre funciones homogéneas
El teorema de Euler sobre funciones homogéneas es una caracterización de las funciones homogéneas.

## Enunciado
Una función {\displaystyle f=f(x,y,z)\,} se dice función homogénea de grado k si para cualquier valor arbitrario {\displaystyle \lambda \,}:

{\displaystyle f(\lambda x,\lambda y,\lambda z)=\lambda ^{k}f(x,y,z)\,}

Si una función {\displaystyle \scriptstyle f=f(x,y,z)} es una función homogénea de grado k podemos afirmar que:

{\displaystyle x{\frac {\partial f}{\partial x}}+y{\frac {\partial f}{\partial y}}+z{\frac {\partial f}{\partial z}}=kf}

De manera más general, para n variables:

{\displaystyle \sum _{i=1}^{n}x_{i}\left({\frac {\partial f}{\partial x_{i}}}\right)=kf}

## Demostración
Escribiendo {\displaystyle \scriptstyle f=f(x_{1},\ldots ,x_{n})} y {\displaystyle \scriptstyle \mathbf {x} =(x_{1},\ldots ,x_{n})}

{\displaystyle f(\alpha \mathbf {x} )=\alpha ^{k}f(\mathbf {x} )}

diferenciando la ecuación con respecto a {\displaystyle \alpha \,} encontramos, aplicando la regla de la cadena, que

{\displaystyle {\frac {\partial f(\alpha \mathbf {x} )}{\partial \alpha }}={\frac {\partial }{\partial \alpha }}\left(\alpha ^{k}f(\mathbf {x} )\right)\qquad \Rightarrow }
{\displaystyle {\frac {\partial }{\partial \alpha x_{1}}}f(\alpha \mathbf {x} ){\frac {\mathrm {d} }{\mathrm {d} \alpha }}(\alpha x_{1})+\cdots +{\frac {\partial }{\partial \alpha x_{n}}}f(\alpha \mathbf {x} ){\frac {\mathrm {d} }{\mathrm {d} \alpha }}(\alpha x_{n})=k\alpha ^{k-1}f(\mathbf {x} )}

Así que:

{\displaystyle x_{1}{\frac {\partial }{\partial \alpha x_{1}}}f(\alpha \mathbf {x} )+\cdots +x_{n}{\frac {\partial }{\partial \alpha x_{n}}}f(\alpha \mathbf {x} )=k\alpha ^{k-1}f(\mathbf {x} )}

En concreto, eligiendo {\displaystyle \alpha =1}, la anterior ecuación puede reescribirse como:

{\displaystyle \mathbf {x} \cdot \nabla f(\mathbf {x} )=kf(\mathbf {x} ),\qquad \qquad \nabla =\left({\frac {\partial }{\partial x_{1}}},\ldots ,{\frac {\partial }{\partial x_{n}}}\right)},
lo cual prueba el resultado.

Para una demostración del recíproco, ver .
- Supongamos que {\displaystyle f:\mathbb {R} ^{n}\rightarrow \mathbb {R} } es diferenciable y homogénea de grado k. Entonces sus derivadas parciales de primer orden {\displaystyle \partial f/\partial x_{i}} son funciones homogéneas de grado k-1.

Este resultado se prueba de la misma manera que el teorema de Euler. Escribiendo {\displaystyle f=f(x_{1},\ldots ,x_{n})} y diferenciado la ecuación

{\displaystyle f(\alpha \mathbf {x} )=\alpha ^{k}f(\mathbf {x} )}

con respecto a {\displaystyle x_{i}\,}, encontramos por la regla de la cadena que:

{\displaystyle {\frac {\partial }{\partial \alpha x_{i}}}f(\alpha \mathbf {x} ){\frac {\mathrm {d} }{\mathrm {d} x_{i}}}(\alpha x_{i})=\alpha ^{k}{\frac {\partial }{\partial x_{i}}}f(\mathbf {x} ){\frac {\mathrm {d} }{\mathrm {d} x_{i}}}(x_{i})}

Y por tanto:

{\displaystyle \alpha {\frac {\partial }{\partial \alpha x_{i}}}f(\alpha \mathbf {x} )=\alpha ^{k}{\frac {\partial }{\partial x_{i}}}f(\mathbf {x} )}

Y finalmente:

{\displaystyle {\frac {\partial }{\partial \alpha x_{i}}}f(\alpha \mathbf {x} )=\alpha ^{k-1}{\frac {\partial }{\partial x_{i}}}f(\mathbf {x} )}

## Aplicaciones del teorema

### Aplicaciones en termodinámica
Si la función de estado termodinámica es:
- Homogénea de grado 1: función de variables extensivas : {\displaystyle \sum _{i=1}^{n}x_{i}\left({\frac {\partial f}{\partial x_{i}}}\right)=f}
- Homogénea de grado 0: función de variables intensivas : {\displaystyle \sum _{i=1}^{n}x_{i}\left({\frac {\partial f}{\partial x_{i}}}\right)=0}